# 19919 Pogorelov
19919 Pogorelov (tên chỉ định: 1977 TQ6) là một tiểu hành tinh vành đai chính. Nó được phát hiện bởi Lyudmila Chernykh ở Đài vật lý thiên văn Crimean gần Nauchnyj, Ukraine, ngày 8 tháng 10 năm 1977. Nó được đặt theo tên Aleksei Pogorelov, a Russian-Ukrainian nhà toán học.